# Habichtseil
Habichtseil ist als Teil der ehemals selbständigen Gemeinde Deilinghofen seit dem 1. Januar 1975 ein Ortsteil der Stadt Hemer. Die Siedlung liegt im Süden Deilinghofens am Rand des Balver Waldes. Nachbarorte neben Deilinghofen sind Langenbruch im Westen und Nieringsen im Süden.
Habichtseil ist eine reine Wohnsiedlung ohne wirtschaftliche Einrichtungen. Der Ostenberg (501 Meter ü. NN) liegt östlich der Ortschaft.